# Óscar Muñoz (artista)
Óscar Muñoz (Popayán, 1951) es un artista colombiano.

## Biografía
Desde muy temprana edad mostró interés en el dibujo, lo que rápidamente se consolidó como su pasatiempo favorito. Siendo estudiante de bachillerato y con el ánimo de sus padres, ingresa al instituto de Bellas Artes de Cali junto con sus hermanas. Su trabajo se caracteriza por el uso de múltiples recursos técnicos como el dibujo, la fotografía, el vídeo, las instalaciones y el grabado; a su vez utilizando diversos materiales. Muñoz se refiere frecuentemente a aspectos vitales como los fenómenos físicos de la corporeidad, la temporalidad, lo efímero, la desintegración, la desaparición y la memoria. 
Presentó su primera exposición individual en la galería de arte «Ciudad Solar» en la década del setenta, con una serie de dibujos sobre madera principalmente en blanco y negro, en los que representa cuerpos amorfos, algunos vestidos y otros desnudos con el ánimo de atraer la mirada chismosa y mórdiba del espectador. En 1976 presenta la serie Interiores en el XXVI Salón Nacional de Artistas de Colombia. Se comienza a interesar por el fotorrealismo, que lo conduce a encontrar en la arquitectura popular, una buena fuente de inspiración. 
En 1978 se presentó en la Bienal de París (Francia). En 1984 creó sus Cortinas de baño. En la V Bienal de arte de Bogotá (1996) presentó su obra Aliento, en la que se debate entre lo interno y lo efímero, entre la memoria y la obsesión, por retratar la complejidad del arte.
En 2004 ganó el primer premio del XXXIX Salón Nacional de Artistas de Colombia. En 2006 creó el espacio de difusión artística «Lugar a dudas» en Cali. 
En 2007 participó en la 52.ª Bienal de Venecia curada por Robert Storr.
En 2011 se realizó la exposición retrospectiva Oscar Muñoz: Protografías, con la curaduría de José Roca y expuesta en el Museo de Arte del Banco de la República. Posteriormente se realizaría la exposición en el Museo de Antioquia (Medellín) y en el MALBA (Buenos Aires).
El 2018 recibió el premio Hasselblad de fotografía.
Vive y trabaja en Cali, Colombia